# Joseph Crowley
Joseph Crowley é um político americano que serviu como representante do 7º (1999–2013) e 14º (2013–2019) distritos de Nova Iorque na Câmara Baixa do Congresso dos Estados Unidos. Antes disso foi membro da Assembleia Estadual de Nova Iorque, de 1987 a 1998.